# Sede titolare di Arata
Arata (o Aratia) (in latino: Arathensis seu Arathiensis) è una sede titolare soppressa della Chiesa cattolica.
Negli Annuari Pontifici la sede è collocata in Cappadocia.

## Cronotassi dei vescovi titolari
- Richard Lincoln † (21 novembre 1755 - 21 giugno 1757 succeduto arcivescovo di Dublino)
- Toussaint Duvernin † (23 maggio 1757 - 8 agosto 1785 deceduto)
- Andrzej Chołoniewski † (20 agosto 1804 - 1819 deceduto)
- Józef Marceli Dzięcielski † (17 dicembre 1819 – 19 dicembre 1825 succeduto vescovo di Lublino)
- Francis Patrick Kenrick † (26 febbraio 1830 – 22 aprile 1842 succeduto vescovo di Filadelfia)
- Alexandre Antonin Taché, O.M.I. † (14 giugno 1850 - 7 giugno 1853 succeduto vescovo di Saint-Boniface)